# Shireen Ritchie, Baroness Ritchie of Brompton
Shireen Olive Ritchie, Baroness Ritchie of Brompton (* 22. Juni 1945 als Shireen Olive Folkard; † 24. April 2012) war eine britische Politikerin (Conservative Party) und Life Peeress. Als Politikerin setzte sie sich dafür ein, Frauen in der Conservative Party zu stärken.

## Jugend und Beruf
Sie wurde als Tochter von Commander Lionel Folkard am 22. Juni 1945 geboren. Der Vater war Arabist im Kolonialdienst. So verbrachte sie einen Teil ihrer Kindheit im Jemen. Im Alter von sieben Jahren kam sie auf ein Internat in England. Einige Jahre später, sie war gerade zehn Jahre alt, kehrten auch ihre Eltern zurück. Deren Ehe zerbrach bald darauf, was Ritchie belastete. Sie arbeitete später als Model und war unter anderem für Mary Quant und Zandra Rhodes tätig. 
In erster Ehe war sie mit John Williams verheiratet und hatte mit diesem einen Sohn. Nach ihrer Scheidung lernte sie John Ritchie kennen. Die beiden heirateten 1982 und sie gab ihre Arbeit auf und kümmerte sich um ihre Stiefkinder Tabitha und Guy Ritchie.

## Politische Karriere
Von 1998 bis 2010 war sie Mitglied des Kensington and Chelsea Borough Council. Dies war ihr erstes politisches Amt. Dabei vertrat sie den Bezirk Brompton. 2008 sagte sie im Rahmen der Anhörungen des Innenausschusses zum Thema Menschenhandel. Sie war in die Bemühungen der Conservative Party involviert, Aufmerksamkeit auf das Thema Vielfalt innerhalb der Partei zu lenken, dazu gehörten auch die women2win efforts 2005 und Priority List (A-List)-Kandidaten, für die sie innerparteiliche Kritik erhielt.
Sie war Vorsitzende (Chair) des Candidates Committee der Partei von 2006 bis 2010 und wurde zur Vorkämpferin der Conservative Woman's Organization.
2010 war sie Vorsitzende (Chair) der Family and Children’s Services der Local Government Association (LGA). In dieser Zeit wurde die Abteilung Reformen unterzogen, die Büroarbeiten zu reduzieren, um den Druck auf die Sozialarbeiter zu verringern und die Qualität der Fürsorge für Kinder zu erhöhen. Ritchie war Mitglied des Family Justice Review Panel, der Kensington & Chelsea Partnership Steering Group, des Health and Well-Being Partnership Board (ex officio), dem Joint Health Commissioning Board, dem Supporting People Commissioning Body, der Borough Voluntary Organisations Advisory Group und der Stable Way Advisory Group. Außerdem war sie Vorsitzende (Chairman) des Appeals Panel.  
Ritchie war Mitglied einiger weiterer Gremien. Sie gehörte der Local Government Association General Assembly, dem London Councils (Children and Young People Forum), dem London Councils Grants Committee (als stellvertretende Vorsitzende [Deputy]), der William Petyt Charity und dem London Youth Crime Prevention Board an.
Sie wurde 2000 als erste Frau Vorsitzende (Chair) der Kensington and Chelsea Conservative Association und blieb bis zu ihrem Rücktritt 2004 im Amt. Zuvor war sie stellvertretende Vorsitzende (Deputy Chairman) und hatte in dieser Position die Kandidatur von Michael Portillo bei einer Nachwahl 1999 unterstützt.
Beim Royal Borough of Kensington and Chelsea Council war sie von 2003 bis 2005 zuständig für soziale Dienste und ab 2005 für Familie und Kinder. Von 2008 bis 2009 war Ritchie stellvertretende Bürgermeisterin (Deputy Mayor). Außerdem war sie Non-executive director des Kensington and Chelsea Primary Care Trust.

## Mitgliedschaft im House of Lords
Ritchie wurde am 25. Juni 2010 zur Life Peeress als Baroness Ritchie of Brampton, of Brampton, in the Royal Borough of Kensington and Chelsea. Ihre offizielle Einführung ins House of Lords  erfolgte am 29. Juni 2010 mit Unterstützung von Joan Hanham, Baroness Hanham und Patricia Morris, Baroness Morris of Bolton.
Ritchie war relativ regelmäßig an Sitzungstagen anwesend.

## Weitere Ämter
Sie war Vorsitzende (Chair) des Children and Young People Board der Local Government Association und Mitglied des Aufsichtsrates (Board) von Cafcass, einem Beratungsdienst beim Familiengericht.
Bei der Wohltätigkeitsorganisation UK Youth war Ritchie Vizepräsidentin (Vice President). Sie war außerdem Präsidentin des National Children’s Bureau.